# Raïm de taula

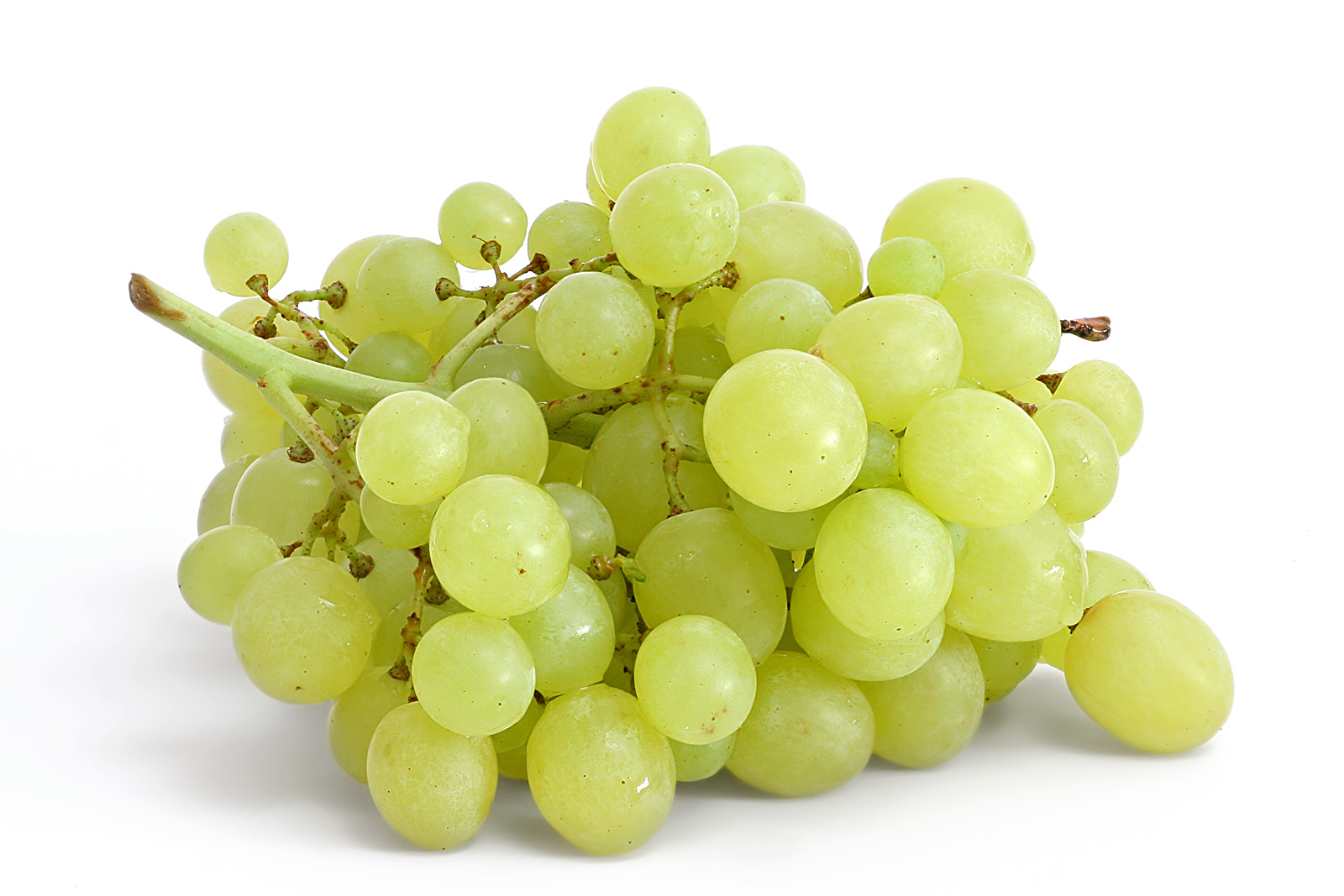
Raïm de taula blanc

El raïm de taula és una varietat d'aquesta fruita destinada especialment al seu consum mentre està fresca, a diferència de les que s'empren per a la producció de vi, suc o l'assecament per a panses. Aquestes varietats de taula solen tindre menys contingut de sucre que el raïm vinícola, i és més saborós al gust. Aquestos sabors, no obstant això, es perden al procés de fermentació, i el baix sucre suposa un vi feble, sense cos i amb facilitat per a fer-se malbé. Tot depenent del mercat vinícola i de fruita, els vins de baixa qualitat poden contindre raïm que també es venen com a raïm de taula, particularment la varietat Thompson Seedless. Altres varietats de raïm de taula són flame, sultana, muscat, Almeria o raïm concord.